# Nicasius Bernaerts
Nicasius Bernaerts, né à Anvers le 15 mars 1620 et mort à Paris le 16 septembre 1678, est un peintre flamand.
Reçu à l’Académie royale de peinture et de sculpture en 1663, il a en France une carrière reconnue de peintre animalier et de nature morte. Outre la commande royale de l'ensemble des peintures de la ménagerie de Versailles, il a aussi travaillé pour la manufacture des Gobelins et les Tuileries. Élève de Frans Snyders, il fut le maître d'Alexandre-François Desportes.

## Biographie
Nicasius Bernaerts naît le 15 mars 1620 à Anvers. En 1634, il est cité dans les registres de la guilde de Saint-Luc de la ville d’Anvers comme élève de Frans Snyders. À la fin de son apprentissage, il effectue un voyage en Italie, où il se fera connaître sous le nom de Monsù Nicasio. Son œuvre italien entrera dans la collection de Ferdinand II de Médicis.
Il se rend ensuite en France et à Paris, où il réside quelques années à partir de 1643. De 1654 à 1659, il retourne à Anvers, où il est inscrit comme maître dans les registres de la guilde de Saint-Luc.
Il s'installe définitivement à Paris en 1659. Il effectue des travaux au château de Vaux-le-Vicomte en 1661. Le 27 octobre 1663, il est admis à l’Académie royale de peinture et de sculpture sur la présentation de son tableau Plusieurs pièces de gibier mort gardé et défendu par des chiens (musée des beaux-arts de Dijon). Entre 1665 et 1668, sur demande du roi Louis XIV, il réalise les peintures du salon octogonal de la ménagerie de Versailles. Il réalise également des travaux pour la manufacture des Gobelins.
Nicasius Bernaerts se charge de l'apprentissage d'Alexandre-François Desportes dans son atelier de 1676 jusqu'à sa mort, qui survient en 1678, alors qu'il est réduit à la pauvreté à la suite de problèmes d'alcoolisme.

## Son œuvre
Nicasius Bernaerts peint des animaux et des natures mortes.
Il est principalement connu pour ses représentations d'animaux luttant. Ses oiseaux de proies s'inspirent directement des travaux de son maître Frans Snyders, pionnier du genre en Flandres. Cette période de l'œuvre de Bernaerts se situe avant et peut-être pendant son engagement à la manufacture des Gobelins.
Lorsqu'il représente les animaux de la ménagerie royale de Versailles, ses tableaux ont une portée pédagogique. Les animaux qu'il peint prennent une pose sereine, le corps presque toujours de profil et le regard dirigé vers le spectateur, ce qui permet de observer en détail l'anatomie de chaque espèce. L'arrière-plan est toujours composé d'un paysage classicisant. Les peintures de Bernaerts, qui sont une source primordiale pour identifier la faune qui composait la ménagerie de Versailles, ont été inventoriées par Nicolas Bailly dans son Inventaire des tableaux du roy rédigé entre 1709 et 1710.

## Œuvres
Tableaux anciennement conservés dans la ménagerie royale de Versailles
- Poules et coqs de diverses espèces dans la Cour des belles poules de la Ménagerie de Versailles, Paris, musée du Louvre.
- Pigeons de différentes espèces et deux pintades dans la Cour de la volière de la Ménagerie de Versailles, Gien, musée international de la Chasse.
- Canards de diverses espèces effrayés par un chien dans le bassin de la Cour du rondeau de la Ménagerie de Versailles, Gien, musée international de la Chasse.
- Goélands, bécasses, deux cerfs et une biche dans la Cour des autruches de la Ménagerie de Versailles, Gien, musée international de la chasse.
- Faisans, perdrix, merles, canard dans la Cour des oiseaux royaux de la Ménagerie de Versailles et un faucon s’abattant dessus, Gien, musée international de la Chasse, 1967.
- Chèvres, boucs, mouton, paon et dromadaire dans la basse-cour de la Ménagerie de Versailles, Alençon, musée des beaux-arts et de la dentelle.
- Lion de mer, Paris, musée du Louvre.
- Tortue, Gien, musée international de la Chasse.
- Deux perroquets, Paris, musée du Louvre.
- Outarde, Paris, musée du Louvre.
- Dromadaire, Paris, musée du Louvre.
- Un chevreuil, Paris, musée du Louvre.
- Bernache nonnette et chevalier combattant, Montbéliard, musée du château des ducs de Wurtemberg.
- Taureau sauvage, Paris, musée du Louvre.
- Deux Oies de Bornéo, Carpentras.
- Cerf du Gange, Senlis, musée de la Vénerie.
- Porc-épic, Bordeaux, musée des beaux-arts.
- Castor mangeant une pomme, Paris, musée du Louvre.
- Autruche, Montbéliard, musée du château des ducs de Wurtemberg
- Chamois, château de Fontainebleau.
- Aigle, Paris, musée du Louvre.
- Oiseau aquatique, Paris, musée du Louvre.

Autres œuvres référencées
- Bataille entre chiens et chats, musée des beaux-arts de Carcassonne.
- Plusieurs pièces de gibier mort gardées et défendues par des chiens. Dijon, musée des beaux-arts.
- Chien et chat se disputant du gibier. Rouen, musée des beaux-arts.
- Fouine mangeant des œufs défendus par deux dindes. Genève, musée d'art et d'histoire.

Œuvres de Nicasius Bernaerts
Deux petits chiens (King Charles) sur la terrasse d'un jardin italianisant, Paris, musée du Louvre.
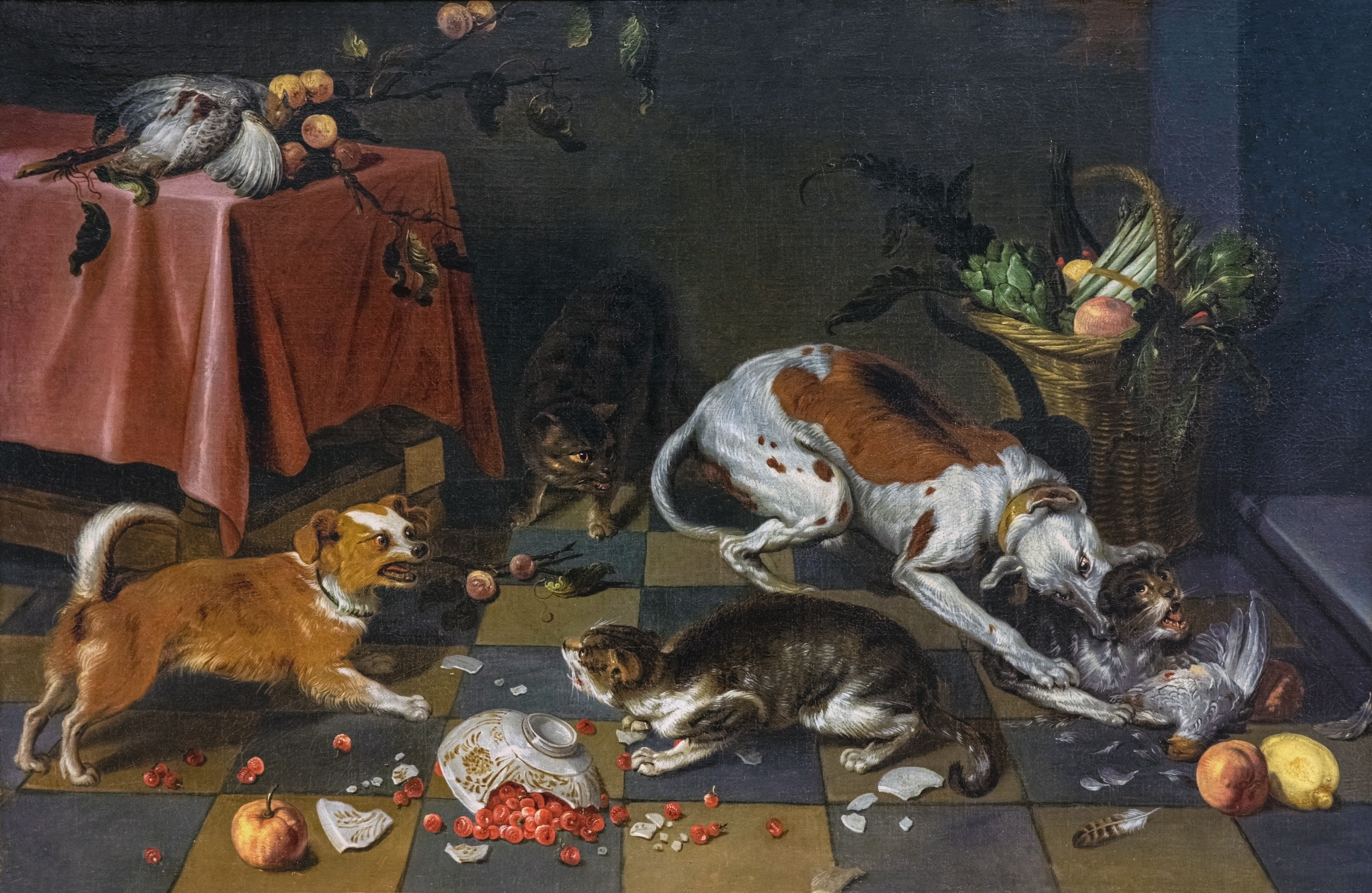
Bataille entre chiens et chats, musée des beaux-arts de Carcassonne.
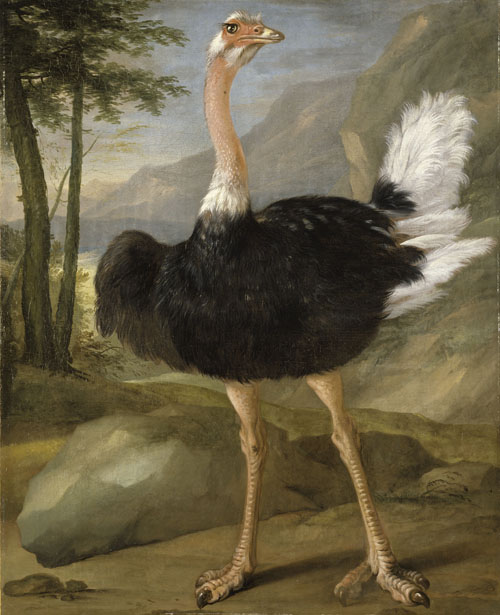
Étude d'autruche, Paris, musée du Louvre.
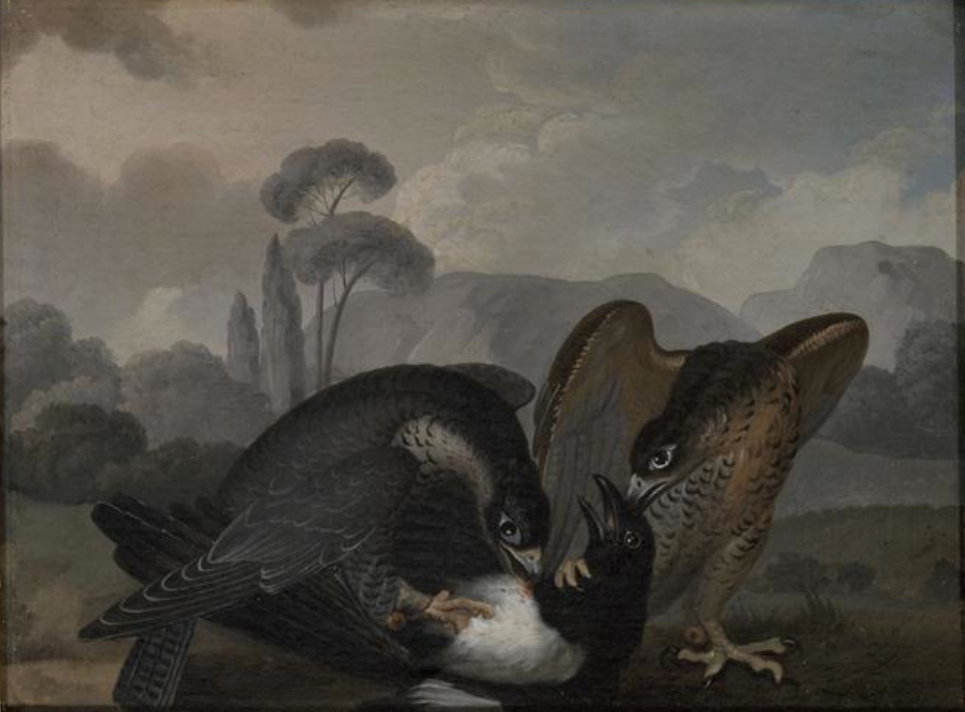
Deux Oiseaux de proie tuant une pie, château de Fontainebleau.
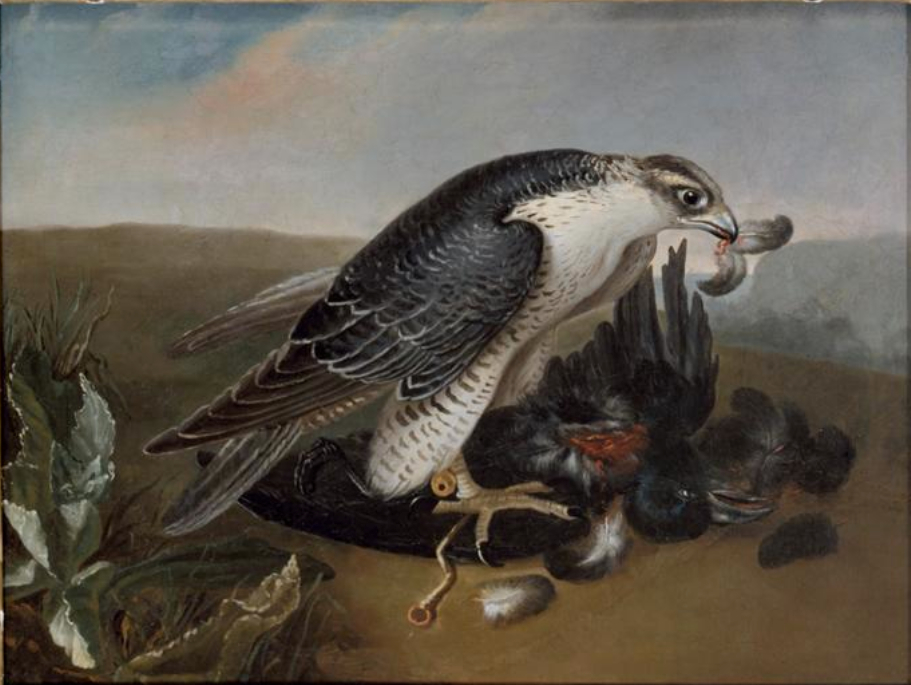
Faucon dévorant un oiseau, château de Fontainebleau.

## Source
- (en) Cet article est partiellement ou en totalité issu de l’article de Wikipédia en anglais intitulé « Nicasius Bernaerts » (voir la liste des auteurs).